# Gora Kibal'chich
Gora Kibal'chich är ett berg i Antarktis. Det ligger i Östantarktis. Norge gör anspråk på området. Toppen på Gora Kibal'chich är 2 500 meter över havet.
Terrängen runt Gora Kibal'chich är platt åt sydväst, men åt nordost är den kuperad. Trakten är obefolkad. Det finns inga samhällen i närheten.